# ヒア・アンド・ゼア〜ライブ・イン・ロンドン&N.Y.
『ヒア・アンド・ゼア〜ライブ・イン・ロンドン&N.Y.』（Here and There）は、1976年に発表されたエルトン・ジョンのアルバム。

## 解説
イギリスではDJMレコードとの契約終了となったライブアルバム。レコードでの発売時は、A面に1974年5月18日のロンドン、ロイヤル・フェスティバル・ホールでのオーケストラとの競演ライブ5曲と、B面に同年11月28日のニューヨーク、マディソン・スクエア・ガーデンでのライブ4曲収録という、小ぶりなアルバムだった。
日本でもLPが発売されたが売り上げが良くなく、早期に廃版となってしまった。また、リマスター盤が出るまでCDは発売されず、輸入盤でしか手に入れることができなかった。
1995年のリマスター化の際、多くの楽曲が追加収録された。特にニューヨークでのライブでは元ビートルズのジョン・レノンとの競演曲3曲が収録された。エルトンは、レノンの「真夜中を突っ走れ」のレコーディングに参加。このシングルが1位になった際はライブに来てほしいと頼んでおり、実際1位となったため実現した競演である。なおこれはレノンが亡くなる前の最後から2番目のライブ出演となった。

## 収録曲

### LP盤
サイド 1 – "Here"
1. スカイライン・ピジョン - "Skyline Pigeon"
2. 人生の壁 - "Border Song"
3. ホンキー・キャット - "Honky Cat"
4. 愛の歌 - "Love Song" ※with レスリー・ダンカン
5. クロコダイル・ロック - "Crocodile Rock"

サイド 2 – "There"
1. 葬送〜血まみれの恋はおしまい - "Funeral For A Friend/Love Lies Bleeding"
2. ロケット・マン - "Rocket Man"
3. ベニーとジェッツ (やつらの演奏は最高) - "Bennie & The Jets"
4. パイロットにつれていって - "Take Me To The Pilot"

### リマスター盤 (1995年 マーキュリー再発 / 1996年 ロケット再発)
ディスク 1 – "Here"
1. スカイライン・ピジョン - "Skyline Pigeon"
2. 人生の壁 - "Border Song"
3. パイロットにつれていって - "Take Me to the Pilot"
4. 故郷は心の慰め - "Country Comfort"
5. 愛の歌 - "Love Song" ※with レスリー・ダンカン
6. 悪い月 - "Bad Side of the Moon"
7. 布教本部を焼き落とせ - "Burn Down the Mission"
8. ホンキー・キャット - "Honky Cat"
9. クロコダイル・ロック - "Crocodile Rock"
10. 風の中の火のように - "Candle in the Wind"
11. 僕の歌は君の歌 - "Your Song"
12. 土曜の夜は僕の生きがい - "Saturday Night's Alright for Fighting"

ディスク 2 – "There"
1. 葬送〜血まみれの恋はおしまい - "Funeral for a Friend/Love Lies Bleeding"
2. ロケット・マン - "Rocket Man (I Think It's Going to Be a Long Long Time)"
3. パイロットにつれていって - "Take Me to the Pilot"
4. ベニーとジェッツ (やつらの演奏は最高) - "Bennie and the Jets"
5. グレイ・シール - "Grey Seal"
6. ダニエル - "Daniel"
7. ニューヨークの尻軽女 - "You're So Static"
8. 真夜中を突っ走れ - "Whatever Gets You Thru the Night" ※with ジョン・レノン
9. ルーシー・イン・ザ・スカイ・ウィズ・ダイアモンズ - "Lucy in the Sky With Diamonds" ※with ジョン・レノン
10. アイ・ソー・ハー・スタンディング・ゼア - "I Saw Her Standing There" ※with ジョン・レノン
11. 僕の瞳に小さな太陽 - "Don't Let the Sun Go Down on Me"
12. 僕の歌は君の歌 - "Your Song"
13. あばずれさんのお帰り - "The Bitch Is Back"

## パーソネル
※再発盤2枚組CDの曲順でナンバー表記
- エルトン・ジョン (Elton John) – ボーカル、ピアノ
- レイ・クーパー (Ray Cooper) – タンバリン (CD1-4, 6, 7, 8, 10, 12、CD2-1, 2, 4, 7, 9–13)、コンガ (CD1-2, 3, 5, 6, 7, 8, 12、CD2-3, 5, 6, 8)、ベル (CD1-6、CD2-9)、ヴィブラフォン (CD1-7、CD2-2)、ダック・コール ("Honky Cat")、オルガン ("Crocodile Rock")
- レスリー・ダンカン (Lesley Duncan) – ボーカル ("Love Song"のみ)
- デイヴィー・ジョンストン (Davey Johnstone) – ギター (CD1-1, 2, 11以外)、バック・ボーカル (CD1-1, 2, 5, 8, 9, 11、CD2-5–8, 9, 12–13以外)マンドリン ("Honky Cat")
- ジョン・レノン (John Lennon) – ギター、ボーカル (CD2-8–10のみ)
- ディー・マレイ (Dee Murray) – ベース (CD1-1, 11以外)、バック・ボーカル (CD1-1, 2, 5, 8, 9, 11、CD2-5–8, 9, 12–13以外)
- ナイジェル・オルソン (Nigel Olsson) – ドラム (CD1-1, 11以外)、バック・ボーカル (CD1-1, 2, 5, 8, 9, 11、CD2-5–8, 9, 12–13以外)

## 制作
- ガス・ダッジョン - プロデューサー
- デヴィッド・ラーカム - アート・ディレクション、デザイン
- デヴィッド・ナッター (David Nutter) - 写真